# Christian Teller

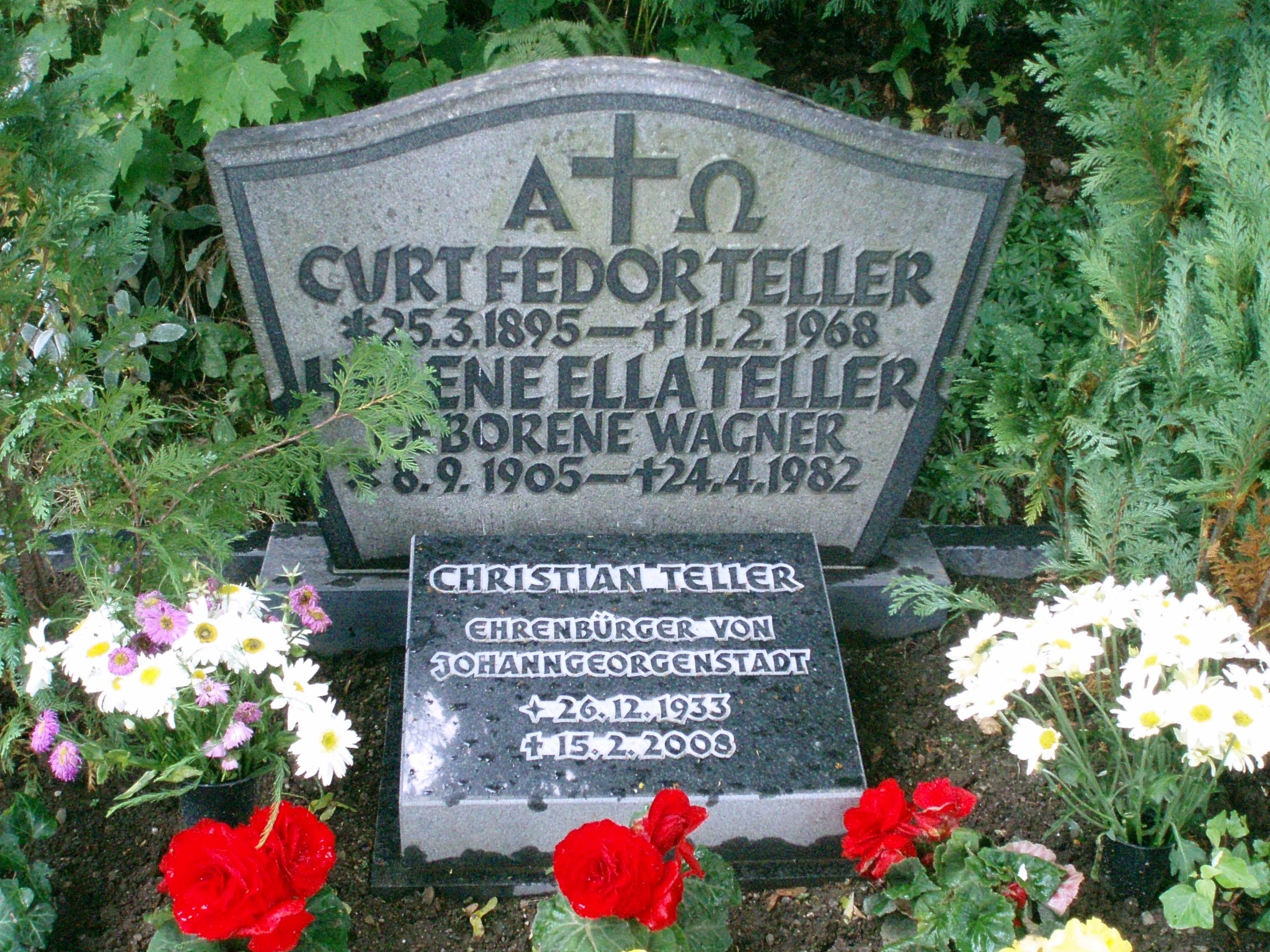
Grabstätte von Christian Teller in Johanngeorgenstadt

Christian Teller (* 26. Dezember 1933 in Johanngeorgenstadt; † 15. Februar 2008 in Breitenbrunn/Erzgeb.) war ein deutscher Heimatforscher und Denkmalpfleger.

## Leben
Christian Teller entstammte einer alteingesessenen Bergschmiedefamilie und war der Sohn des Kfz-Werkstattbesitzers Curt Teller (1895–1968) in der Bahnhofstraße 1 in Johanngeorgenstadt. Er selbst übernahm Anfang der 1960er-Jahre zusammen mit seinem jüngeren Bruder Kurti (1935–1987) die väterliche Werkstatt, die nach dem Abriss der Altstadt 1957 in die Neustadt von Johanngeorgenstadt an die Eibenstocker Straße 100 verlegt worden war. Bereits in früher Jugend begann er sich in der Freizeit für Heimatgeschichte zu interessieren. Er wurde Ortschronist seiner Heimatstadt und war unter anderem im Aktiv für Denkmalpflege und in der Forschungsgruppe „Kursächsische Postmeilensäulen“ tätig. Einige seiner größten Verdienste sind die detaillierte Erforschung der Geschichte des Erzgebirgischen Schwibbogens, die Dokumentation der Entwicklung seiner Heimatstadt seit den 1950er-Jahren und der auf seine Initiative hin erfolgte Wiederaufbau des nach dem Zweiten Weltkrieg durch die SDAG Wismut abgerissenen Pferdegöpels in Johanngeorgenstadt. Nach 1990 übernahm er den Vorsitz des neu gegründeten Erzgebirgszweigvereins. Außerdem war er als Flötist Mitglied der örtlichen Bergkapelle.
Sein Sohn Frank Teller (1965–2016) war ebenfalls als Heimatforscher in Johanngeorgenstadt aktiv.

## Werk
Christian Teller hielt zahlreiche Vorträge und veröffentlichte in der Regionalpresse und -literatur unzählige Aufsätze, darunter im Kulturellen Rundblick, in der Zeitschrift Der Heimatfreund für das Erzgebirge und in den Erzgebirgischen Heimatblätter. Zu seinen Monographien gehören:
- (zusammen mit Hans Becher): Tourist Wanderatlas Schwarzenberg, Johanngeorgenstadt, Auersberg, Rittersgrün, 3., überarb. Aufl., Leipzig, Berlin, 1987
- Erzgebirgische Schwibbogen, 2. Aufl., Karl-Marx-Stadt, 1989

## Ehrungen
2004 wurde er zum Ehrenbürger von Johanngeorgenstadt ernannt. Seit Oktober 2008 erinnert eine Ehrentafel am Pferdegöpel an ihn als Hauptinitiator des Wiederaufbaus.